# Бајање
Бајање, басма или врачање је глаголска именица од бајати; је поступак којим се могу излечити болести или болест или зло које је по народном веровању проузроковано бајањем. У народној медицини бајање означава изговарање речи или реченица од стране бајача, бајачица, басмара, басмарица, које, по народном веровању, могу да излече одређена психичке и физичке болести и душевна стања, или да од неке особе одврати каква природна недаћа, неку врсту страдања или невоље. По народном веровању бајање наводно, својом магијском, чаробном моћима може човека да спасе од бројних здравствених и других недаћа.
Кроз вишевековну историју старији су упућивали млађе како да се чувају и бране од урока, учина, враџбина и уопште необичних, штетних особа и појава. Ретки међу њима, којима су пренета и „посебна знања“ постали су врачаре, гатаре и бајалице.
Иако се бајања, врачања, гатања између себе разликују ипак их на многи понекад називају заједничким именом – врачањима, враџбинама.

## Басма, бајалица бајање — појмовно одређење
Басма (бајање)

Вук Караџић, је овај појам обако одредио и записао, 
„Басме су — оне ријечи скупа што бајалица или бајач говори кад баје“.
 Поред ове Вукове дефиниције постоје и ове:
- Ба̏јати, „говорити, држати предику, саветовати“ ист.-бос. Ере (Реметић).[3]
- Ба̏ја̄т „причати тихо и неразумљиво (о детету); причати шапатом као да се дозивају духови; зевати“ Загарач (Ћупићи)

Басма, као термин користи се и у теорији књижевности и фолклористици где означава облик народне лирске молитвене поезије, који се...од осталих сродних песама и говорних творевина са истом или сличном наменом издваја сликовитошћу и концизношћу израза и експресивношћу тајног језика.
Лексикографска дефиниција бајања
Лексикографски, бајање се дефинише као:
- Изговарање враџбина и вршење пропратних магијских радњи.
- Прорицање
- Изговарање враџбине и истовремено вршење пропратне магијске радње.[3]

Бајалица (бајач)
У истом значењу као басма примењује се и реч бајалица; али она за разлику од басме означава и особу (бајача или бајалицу) која баје (мушкараца — бајач или, чешће, жену — бајаруша). У истом значењу као бајалица у употреби су још и речи — врачара и гатара...односно врачаре (у врањском крају врачарице, са нагласком на претпоследњем слогу) и гатаре – особе које врачају, гатају.
Синоними за бајалицу су: чаробњак, чаробница, чудотвор, чудотворац врач, врачар, врачара, врачарица, пророк, пророчица, прорицатељ, видовњак, визионар, вештац, врач погађач, бајало, гатар, гатара, гаталац, чудак, чудњак, јасновидац, тауматургија, маг, бели маг, црни маг, обајник, волшебник, волшебница, теург, урочник, чаралац, епод, Зомби, нигромат, манганија, престигијатор, бателажа, ескамотер, манганеут, негромант, некромант, алрауна, вала, друда, друд, Кирка, фалетарица, пророк, опсенар, аутодафе, шаман, жрец, мађионичарка, мађионица, магичар, учитељ магијских вештина, маганеут,
илузионист, илузиониста, сихирбаз, задиг, задик, вједогодња, здухач, оракул, злодух.
Бајање
Бајање, као најархаичнији вид народне медицине, је посебан термин који служи да означи сам чин казивање басме, односно тајанствену радњу......која се врши уз примитивну молитву или претњу да се зла бића, која пакосте и наносе болест, удаље или униште и да болесник оздрави, или да се, макар, дође до напретка.

## Семантички деривати и метафоре речи бајање
Као семантички деривати и метафоре, бајање се може дефинисати као:
- Васкрсавати из прошлости, будити успомену.
- Причати у стилу бајке, преувеличавајући.
- Покушавати нешто постићи, некога придобити, лепим речима.[3]

## Опште информације
Прве кораке човечанство је учинило ка науци и религији – упознавању света, живота, откривању „механизама“ деловања појава, ствари, људи, кроз веровања (убеђења), радње (поступке) и учења, заснована на врачању, гатању и бајању.

Бајање које потиче из „давне давнине“ палеолитског и неолитског духовног наслеђа човечанства, и поред великог напретка човечанства (које се мењало, прилагођавало потребама заједница, друштава и из тога проистеклог начина живота), опстало је је до данас у истом облику као: 
Дух, душа, воља лица која их проводе (врачаре, гатаре, бајалице) „влада“ материјом и духом „циљаних“ предмета, бића, појава. При том се ти „посредници“ (медији) користе и одређеним материјалним и духовним средствима, (предмети, речи) и тако ступају у везу с владајућим силама, бићима с „оне стране“ изван свима доступног, видљивог света (духови, душе покојника, богови). 
Врачања, гатања и бајања као израз свести да човек може да утиче на све што чулима осећа и мислима замишља, чинећи га „самоувереним“ својствена је углавном родовским и племенским, бескласним друштвима. Међутим она остаје и у класним друштвима многобоштва па и једнобоштва (нпр у хришћанству), с тим што се у неким приликама током бајања, упућују захтеви, односно молбе боговима/богу. Тиме је након „признавања“ нових богова/бога, желео да се учини уступак старог новом.

## Исцелитељска способност бајања у традицији Срба
У народној медицини Српског народа бајање је њен најархаичнији вид настао још из времена настанка српских племена< као део магијске медицине, из страха од болести и природних стихија пред којима је човек најчешће био беспомоћан.
Непросвећеност, која је доводила до превласти маште над разумом, у тренуцима болесних и абнормалних стања, код човека резултовала је појавом веровања (наде) да се недаћа може спречити магичном моћи речи и/или магијским радњама. Тако су настале бајалице...као нека врста примитивне молитве али и претње болестима и свим недаћама које се доживљавају као антропоморфна бића...којима је могуће...„та бића“ стога удаљити, уништити и тако учинити да болесник оздрави или да се људи ослободе какве напасти или заштите од природних катастрофа.
Познато је да су бајалице тражиле неку ствар, предмет, део тела (прамен косе) особе на коју су хтеле да утичу односно излече (бајањем). Тако су бајалице тражиле, лични белег нпр. да им се да одсечен прамен косе, изнад кога би бајале.

### Примери
На основу бројних истраживања утврђено је да постоје разне ( медицинским речником изражене) индикације, за душевне, али и физичке болести и патње. За сваку болест и недаћу у Срба су постојале посебне врста бајања. Па је је тако нпр:
- У лесковачком крају забележено да бајања лече болеснике: „од стра“, „од брзака“, „од неваљалштине“, „од уроци“, „од русу“, „од црвеног ветра“ и од других болести,
- У врањском крају је забележено да, поред наведених болести за лесковачки крај, бајалице лече још и од: „од пупак“, „од лишу“, „од под груди“, „од падаћи болес“, „од пролив“, „од перуштац“...
- У Војводини се веровало да су огњиште, касније и оџак, места на којим се и преко којих се остварује веза с духовима предака, оностраним — па су испод отвореног оџака старе бабе бајале, нпр. овако: Оне премрсе оболелог. Своју руку бајалица намаже машћу или сланином и нагари је гаром у оџаку и са том руком само око њега (кружи) и нешто говори.

Примера „лечења“ разних болести басмама
| Бајалица од „Од урок“                                                                                     | Бајалица „Од пупак“ | Бајалица „Од лишу“                         |
| --- | --- | ------------------------------------------ |
| Плаве очи, жути очи, црни очи. Бегајте, уроци, низ потоци. Те ги идев Турци, ће ве исечев, ће ве испечев. | Вртим, вртим, па увртим. Вртим, вртим, па развртим. Боље вртим да увртим, Него што ћу да да развртим. Да се пупак не развија, Да му бољка не додија. | Лиша њива, пепел семе; семе њиву изгубило. |

## Бајање или басма у функцији поетике
Басма означава и краћу говорну форму у оквиру народне књижевности, врсту молитвеног народног песништва против разних душевних и физичких болести. Она је најархаичнији вид народне медицине која почива на веровању да се магијом изговорних речи у виду стихова може отерати свако зло од човека.

Иако су басме данас изгубиле „исцелитељску“ намену и функцију, многе од њих задржале су поетске вредности, као део древне народне културе, или према мишљењу књижевних критичара:
Овакве басме  представљају посебан вид наше архаичне и примитивне поезије.
Ево два примера басми, које се могу доживети као поетске творевине — ако се прате изоловано од њихове употребе у надрилекарском занату, и без „помоћних“ средстава и реквизита који су том приликом коришћени, и ако занемаримо ритуална понашања и амбијент у коме се он обавља.:
Први пример
Не плаши се, дете!
изеде се Сунце,
изеде се Месец,
изедоше се звезде,
изедоше се животиње.
Изеде се све оно,
што човека једе,
изеде се и упла.
Други пример
Помери се Месец,
помери се Слунце,
помери се звезда.
Померише се пушке од чивије,
померише се ножеви од појеси,
помери се бољка одовде.